# Албион (Индијана)
Албион (енгл. Albion) град је у америчкој савезној држави Индијана.

## Демографија
По попису из 2010. године број становника је 2.349, што је 65 (2,8%) становника више него 2000. године.
| Група             | 2000.         | 2010.         |
| Белци             | 2.215 (97,0%) | 2.229 (94,9%) |
| Афроамериканци    | 21 (0,9%)     | 9 (0,4%)      |
| Азијати           | 1 (0,0%)      | 9 (0,4%)      |
| Хиспаноамериканци | 30 (1,3%)     | 75 (3,2%)     |
| Укупно            | 2.284         | 2.349         |